# خوانيتو
خوان غوميز غونزاليس (بالإسبانية: Juanito Gómez) المعروف بـخوانيتو، من مواليد 10 نوفمبر 1954 في فوينخيرولا في إسبانيا، وتوفي في 2 أبريل 1992 في مريدا في إسبانيا، لاعب كرة قدم إسباني سابق لعب كمهاجم.
كان لاعب يتمتع بقدرة كبيرة على المراوغة طغت عليه شخصية شرسة في الملعب، اشتهر بسنواته في ريال مدريد. توفي في حادث سيارة عن عمر يناهز 37 عامًا.
نشأ وهو مُشجع لنادي ريال سرقسطة، ولكن مع اقترابه لسن الرشد، بدأ في تشجيع ريال مدريد. في 1977 بعد توقيعه مع ريال مدريد؛ قال: «اللعب مع ريال مدريد يشبه لمس السماء ، كان ريال مدريد دائمًا خياري الأول كفريق وكانت مدريد هي المفضلة لدي دائمًا كمدينة». خلال 13 موسمًا في دوري الدرجة الأولى الإسباني، شارك في 350 مباراة، وسجل 99 هدفًا.
لعب مع المنتخب الإسباني وشارك في 34 مباراة، شارك في بطولتي كأس العالم وبطولة أمم أوروبا واحدة.

## المسيرة الكروية

### المسيرة المبكرة
ولد خوانيتو في فوينخيرولا، في مقاطعة مالقة، بدأ في طفولته مع ناديه المحلي قبل انضمامه إلى أتلتيكو مدريد في عام 1969. كان قاصراً حيث لم يبلغ سن الثامنة عشر سنة مما دعى مسؤولي نادي أتلتيكو مدريد لتزوير وثائق ولادته ليكن قادراً على اللعب بصفوف الفريق بالدوري، زعم أنه قام بتزوير أوراقه حتى يتمكن من اللعب للفريق تحت 18 عامًا. سجل هدفين في أول ظهور له، لكن تعرض لكسر في قصبة الساق أنهت مسيرته في أتلتيكو ولم يلعب أبدًا مع الفريق الأول.

### بورغوس
انتقل خوانيتو لإحياء مسيرته مرة أخرى إلى بورغوس، حيث تمكن من مساعدتهم في الفوز بدوري الدرجة الثانية في موسم 1975–76. ظهر لأول مرة في الدوري الإسباني في المباراة التي فاز بها فريقه 2-1 على إسبانيول في الموسم التالي، وحصل في النهاية على جائزة أفضل لاعب كرة قدم إسباني من قبل دون بالون.

### ريال مدريد
سرعان ما لفت خوانيتو انتباه ريال مدريد، حيث وقع اللاعب في يونيو 1977. وأصبح لاعبًا بارزًا في فريق ريال مدريد الذي اكتسح إسبانيا في أواخر السبعينيات والثمانينيات، في تشكيلة تضم أيضًا كارلوس سانتيانا، وأولي شتيليكه، وفيسنتي ديل بوسكي وخوسيه أنتونيو كاماتشو. بعد أن سجل عشرة أهداف في موسمه الأول، كان له دور فعال في مساعدة فريق العاصمة على الفوز بخمسة ألقاب في الدوري، وكأسين إسبانيتين وكأسين للاتحاد الأوروبي، ومن بين أبرز أهدافه الشخصية سجل هدفين في نهائي الكأس 1980، والذي لعب ضد فريق ريال مدريد كاستيا، الفريق الثاني للنادي، واستطاعوا الفوز بنتيجة 6-1. في 11 مايو 1983، سجل من ركلة جزاء في نهائي كأس الكؤوس الأوروبية، لكن خسر الفريق 1-2 أمام أبردين، الذي كان يُدربه أليكس فيرغسون. وفي الموسم التالي، فاز بجائزة بيتشيشي بعد أن أنهى الدوري برصيد 17 هدفاً؛ خلال عشرة مواسم مع الفريق الأبيض، لعب 284 مباراة في الدرجة الأولى وسجل 85 هدفًا، مضيفًا 55 مباراة في مختلف المسابقات الأوروبية ومُسجلًا 17 هدفًا.

### السنوات الأخيرة
بعد خروجه من ريال مدريد، لعب خوانيتو في نادي ملقا لمدة موسمين، حيث ساعد الفريق على الصعود من الدرجة الثانية في موسمه الأول، حيث كان مُدربهم آنذاك المجري لاديسلاو كوبالا. وفي الموسم التالي، سجل مع النادي خمسة أهداف، كانت أحد هذه الأهداف ضد فريقه السابق ريال مدريد مع حارسهم فرانسيسكو بويو، قبل اعتزاله في عام 1991 بفترة وجيزة للغاية لعب مع فريق هواة وهو لوس بوليشيس، الذي يقع في موطنه الأندلس. بدأ بعد ذلك العمل كمدرب مع مريدا، وقاد الفريق إلى المركز السابع في الدرجة الثانية من موسم 1991–92؛ وفي أثناء الموسم، في 2 أبريل 1992، بعد مشاهدة مباراة ريال مدريد ضد تورينو. في نصف نهائي كأس الاتحاد الأوروبي، تُوفيَّ في حادث سير في كالزادا دي أوروبيسا، توليدو، أثناء عودته إلى مريدا.

## المسيرة الدولية

خوانيتو مع المنتخب الإسباني.

لعب خوانيتو 34 مباراة لإسبانيا، وسجل من خلالها ثمانية أهداف. كان أول ظهور له في 10 أكتوبر 1976 في تصفيات كأس العالم 1978 ضد يوغوسلافيا، في إشبيلية، في الدقيقة 30، استبدل مع زميله ديل بوسكي؛ في المباراة الثانية مع نفس الخصم، في 30 نوفمبر 1977 في بلغراد (فوز الإسبان 1-0)، أصيب بزجاجة أثناء استبداله بعد أن قام بإشارة سلبية تجاه الجمهور.
مَثّل خوانيتو إسبانيا في نهائيات كأس العالم 1978 و1982، وفي كأس الأمم الأوروبية 1980. خلال منافسة كأس العالم 1982، وعلى أرض إسبانيا، سجل ركلة جزاء ضد يوغوسلافيا في فوز آخر (2-1)؛ في عام 1976، لعب أولمبياد كرة القدم مع المنتخب.

### الأهداف الدولية
| رقم | التاريخ        | الملعب                           | الخصم      | الهدف | النتيجة | المنافسة               |
| --- | -------------- | -------------------------------- | ---------- | ----- | ------- | ---------------------- |
| 1.  | 27 مارس 1977   | خوسيه ريكو بيريز، لقنت، إسبانيا  | المجر      | 1–1   | 1–1     | مباراة ودية            |
| 2.  | 4 أكتوبر 1978  | ماكسيمير، زغرب، يوغوسلافيا       | يوغوسلافيا | 0–1   | 1–2     | تصفيات أمم أوروبا 1980 |
| 3.  | 24 سبتمبر 1980 | فيرينتس بوشكاش، بودابست، المجر   | المجر      | 0–1   | 2–2     | مباراة ودية            |
| 4.  | 18 فبراير 1981 | فيسينتي كالديرون، مدريد، إسبانيا | فرنسا      | 1–0   | 1–0     | مباراة ودية            |
| 5.  | 23 يونيو 1981  | أزنيكا، مكسيكو، المكسيك          | المكسيك    | 0–1   | 1–3     | مباراة ودية            |
| 6.  | 23 يونيو 1981  | أزنيكا، مكسيكو، المكسيك          | المكسيك    | 0–2   | 1–3     | مباراة ودية            |
| 7.  | 28 يونيو 1981  | أوليمبيكو، كاراكاس، فنزويلا      | فنزويلا    | 0–1   | 0–2     | مباراة ودية            |
| 8.  | 20 يونيو 1982  | ميستايا، بلنسية، إسبانيا         | يوغوسلافيا | 1–1   | 2–1     | كأس العالم 1982        |

المصدر: 

## الإرث والشخصية
يعتبر معظم مشجعي ريال مدريد أن خوانيتو يُمثل جوهر النادي، وغالباً ما يتم استحضار روحه قبل المباريات التي تحتاج إلى عودة غير متوقعة (بسبب كل المباريات التي قادها وعاد بها بالنتيجة أثناء ارتداء القميص الأبيض). كانت إحدى هذه المباريات ضد سلتيك في ربع نهائي كأس أوروبا 1979–80، حيث خسر الريال 0–2 في المباراة الأولى في غلاسكو؛ وفي مباراة الإياب، تمكن الفريق من العودة من الخلف بعد أن فاز الريال بثلاث أهداف دون رد وكان قد سجّل الهدف الثالث، وبالتالي وصل الريال إلى نصف النهائي؛ وشملت المباريات الأخرى في فترة خوانيتو ضد إنتر ميلان وأندرلخت وبوروسيا مونشنغلادباخ.
منذ وفاته، ظَلَّ مشجعي ريال مدريد (وخاصةً الألتراس) في الدقيقة السابعة من كل مباراة على ملعب سانتياغو بيرنابيو، يهتفون بإسمه مُرددين: «إيا إيا إيا، خوانيتو مارافيا» (بالإسبانية: Illa illa illa، Juanito maravilla)، والتي تعني؛ «هيا، هيا، هيا، خوانيتو يا رائع».
خلال مسيرته الكروية، شارك خوانيتو في العديد من الحوادث العنيفة؛ إحداها في عام 1978، حيث تلقى عقوبة المنع لمدة عامين من المشاركة في المسابقات الأوروبية بعد الاعتداء على الحكم أدولف بروكوب في مباراة ضد نادي غراسهوبر زيوريخ. في مباراة في كأس الاتحاد الأوروبي ضد فريق سويسري آخر، وهو نوشاتل زاماكس، بصق على زميله السابق أولي شتيليكه؛ تم منعه مرة أخرى في عام 1987، هذه المرة لمدة أربع سنوات بعد أن قام بالدعس مُتعمدًا على وجه لوتار ماتيوس لاعب بايرن ميونخ.

## الألقاب

### النادي
ريال مدريد
- الدوري الإسباني: 1977–78، 1978–79، 1979–80، 1985–86، 1986–87
- كأس ملك إسبانيا: 1979–80، 1981–82
- كأس الدوري الإسباني: 1985
- الدوري الأوروبي: 1984–85، 1985–86

بورغوس
- الدوري الإسباني الدرجة الثانية: 1975–76

ملقا
- الدوري الإسباني الدرجة الثانية: 1987–88

### الجوائز الشخصية
- جائزة دون بالون – أفضل لاعب إسباني: 1976–77[6]
- جائزة بيتشيشي: 1983–84[18]

## روابط خارجية
- خوانيتو على موقع الاتحاد الدولي (مؤرشف)  (الإنجليزية)
- خوانيتو على موقع الاتحاد الأوربي (الإنجليزية)
- خوانيتو على موقع قاعدة بيانات كرة القدم.إي يو (الإنجليزية)
- خوانيتو على موقع ناشيونال فوتبول تيمز (الإنجليزية)
- خوانيتو على موقع عالم كرة القدم.نت (الإنجليزية)
- خوانيتو على موقع أوليمبيديا (الإنجليزية)